# Колина ди Савињано (Болоња)
Колина ди Савињано (итал. Collina di Savignano) је насеље у Италији у округу Болоња, региону Емилија-Ромања.
Према процени из 2011. у насељу је живело 35 становника. Насеље се налази на надморској висини од 453 м.